# Golßen
Golßen là một thị xã ở huyện Dahme-Spreewald, bang Brandenburg, Đức. Đô thị Golßen có diện tích 63,29 km², dân số thời điểm 31 tháng 12 năm 2006 là 2746 người. Đô thị này nằm bên sông Dahme, 15 km về phía tây bắc Luckau.